# Paul Hey

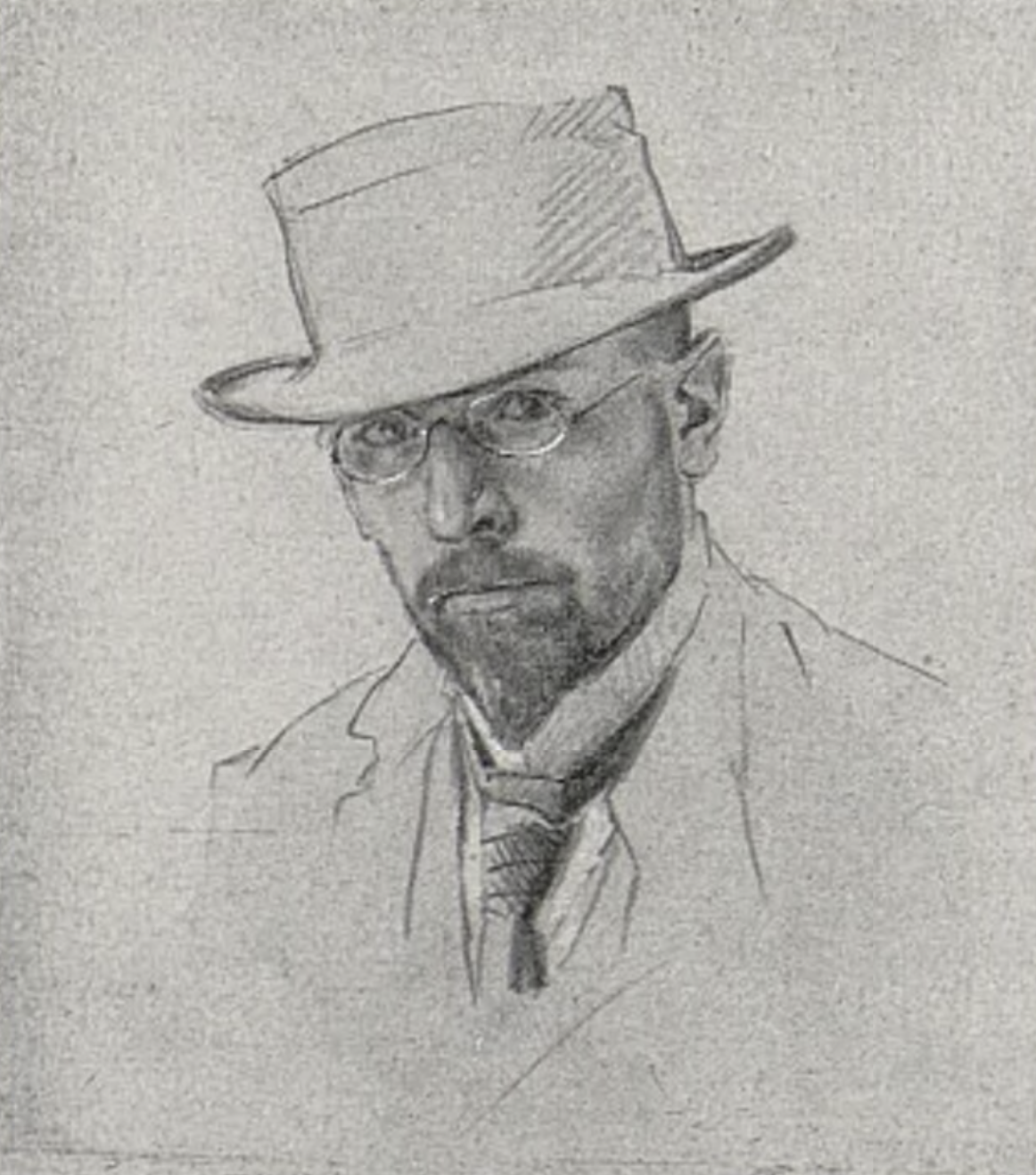
Paul Hey (ca. 1916)

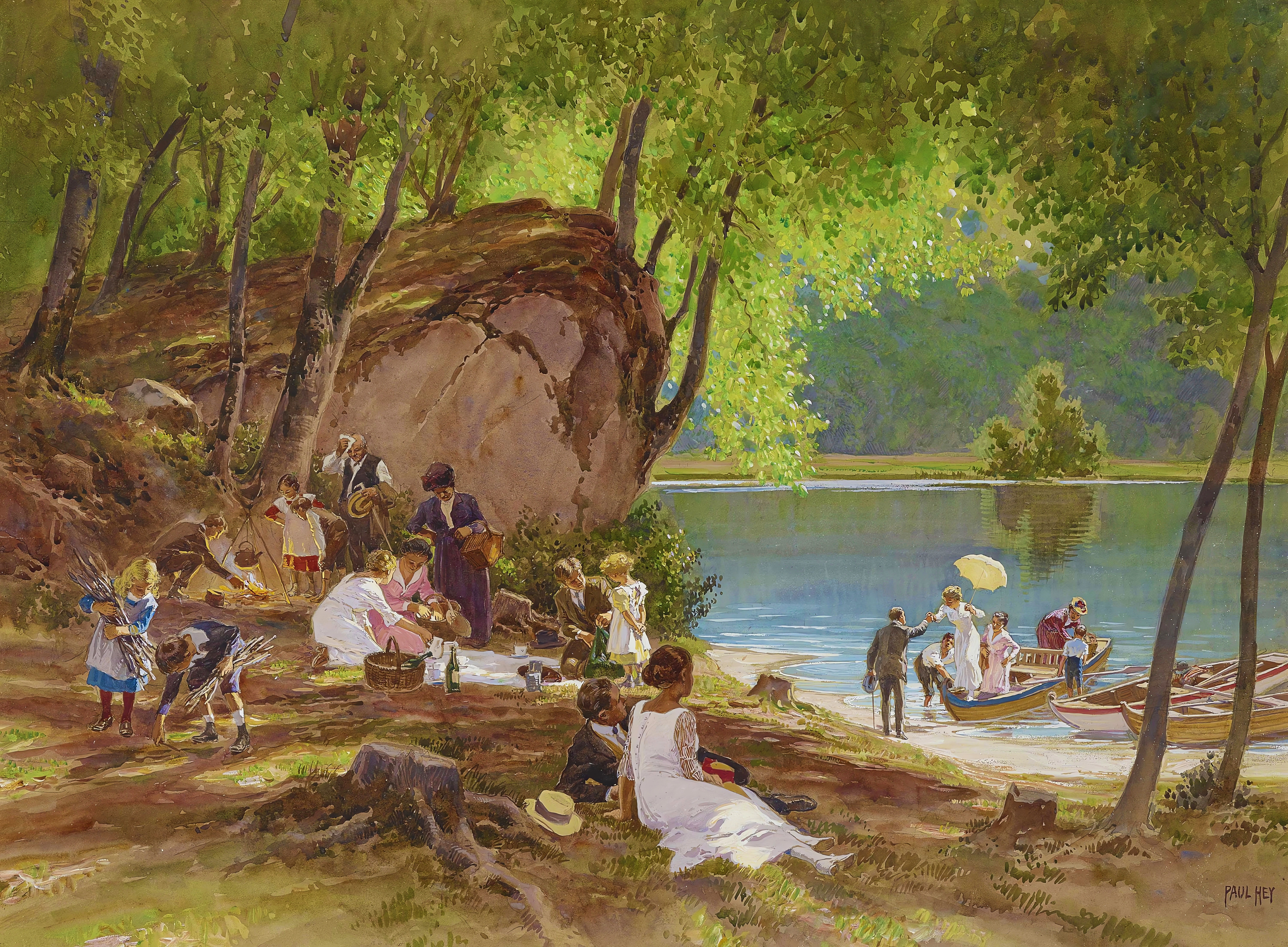
Das „Picknick am Waldsee“ zählt zur bekanntesten Schöpfung, da es als farbiger Lichtdruck der Firma Merfeld & Donner, Leipzig, um 1910 vertrieben wurde.

Paul Hey (* 19. Oktober 1867 in München; † 14. Oktober 1952 in Gauting) war ein deutscher Maler, Grafiker, Zeichner und Illustrator.

## Leben
Paul Friedrich Hey war ein Sohn der ersten Ehe des Musikpädagogen Julius Hey mit Karoline, geb. Benfey. Mit seinen Geschwistern Oskar (Klassischer Philologe), Else (verheiratete Gürleth-Hey; Malerin), Siegfried (Diplomat), Ottilie (Opernsängerin) und Johannes Julius, genannt Hans Erwin (Sänger und Gesangslehrer) wuchs er in München auf und besuchte von 1877 bis 1886 (Abitur) das Münchner Maximiliansgymnasium, in der Abschlussklasse unter anderem mit dem bayerischen Kronprinzen Rupprecht.
Mit dem 18. Oktober 1886 ist sein Eintritt in den 2. Kurs der Vorschule an der Münchener Kunstakademie dokumentiert, an der er bis zum Sommersemester 1893 bei Karl Raupp (1837–1918), Johann Caspar Herterich (1843–1905), Ludwig Löfftz (1845–1910) und Heinrich Zügel (1850–1941) eingeschrieben war. In der Umgebung von München und u. a. in Franken (1892 in Pappenheim) fertigte er zahlreiche Studien nach der Natur an. Er erhielt zahlreiche lobende Erwähnungen, Preise und Medaillen, so 1892 die Silberne Ehrenmünze der Bayerischen Akademie der Bildenden Künste für ein Ölbild mit einem Motiv aus Pappenheim. Früh wurde er Mitglied der Künstlervereinigung „Wurstkessel“ im Künstler-Sänger-Verein e. V. in München.
1889 trat Paul Hey in das 1. Bayerische Infanterieregiment ein. Im Ersten Weltkrieg war er als Soldat und Kriegsmaler an der West- und an der Ostfront eingesetzt. 1920 wurde er zum Leutnant der Reserve ernannt.
1906 heiratete Paul Hey in Partenkirchen die Klavierlehrerin Elisabeth Wilhelmine Duensing (1879–1952), die 1919 für die SPD als erste Frau in den Gautinger Gemeinderat gewählt wurde. Der Adoptivsohn Hans Hey wanderte 1934 nach Argentinien aus.
Um 1900 zeichnete Paul Hey für den Münchener Verleger Ottmar Zieher Ansichtskarten, wie auch andere bekannte Grafiker seiner Zeit, so zum Beispiel Michael Zeno Diemer, Fritz Bergen, Edward Harrison Compton, Raoul Frank und Otto Strützel. (Emil Nolde und Heinrich Kley haben für andere Verlage gearbeitet). Hey erarbeitete sich einen eigenen Stil. Er gestaltete poetische, wirklichkeitsnahe Grafiken von alten Objekten und illustrierte, vornehmlich in malerischen Techniken, Märchen und Volkslieder, so unter anderem Sang und Klang fürs Kinderherz, herausgegeben 1909 von Engelbert Humperdinck, und Mitte der 1930er das Volksliederalbum von Kathreiner. Hey zeichnete sich durch innige Verbundenheit mit Natur und Mensch aus. Er gilt als Maler des deutschen Gemüts. Moderne und Technik bleiben aus seinem Werk ausgeblendet.

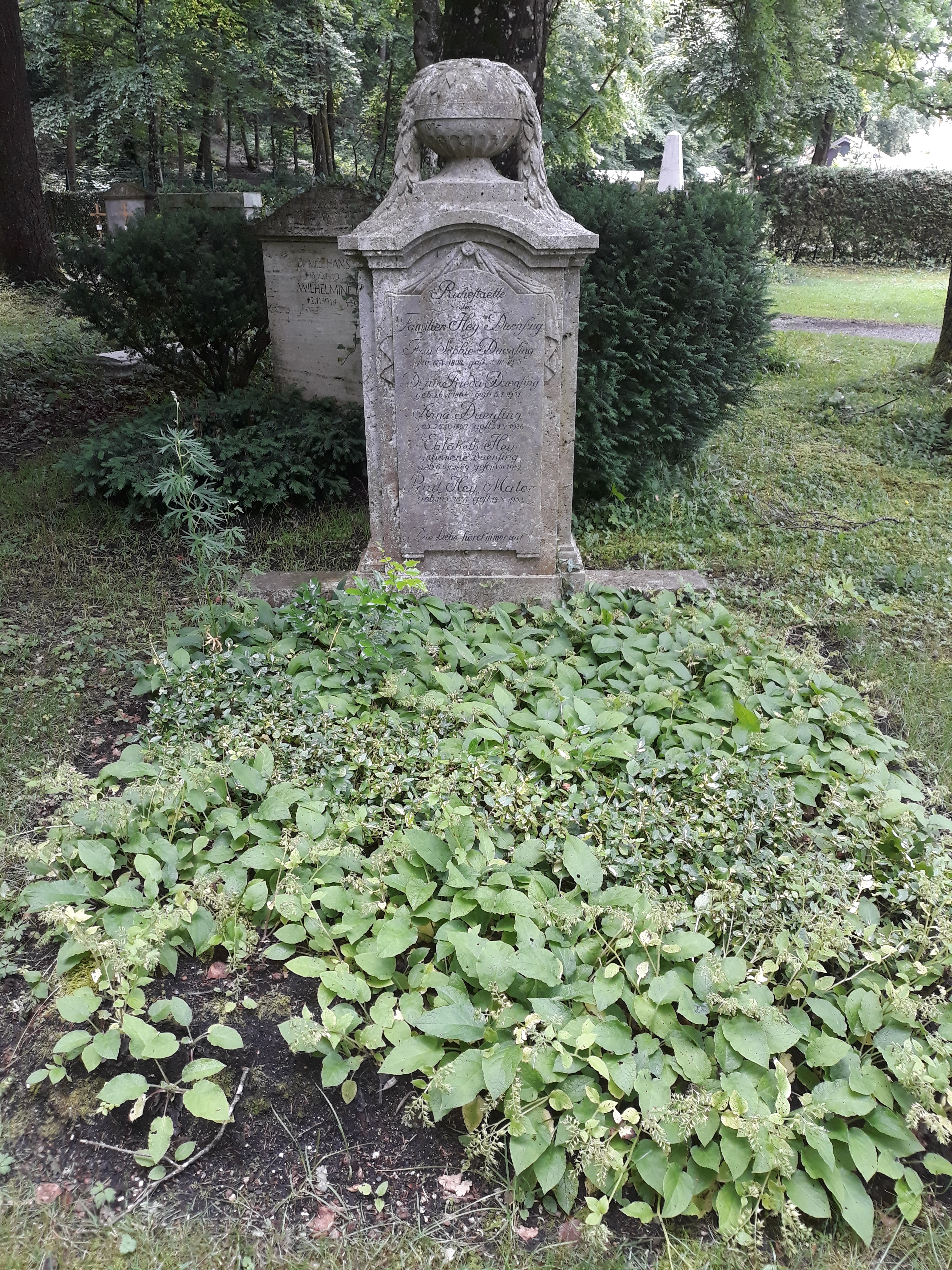
Das Grab von Paul Hey und seiner Ehefrau Elisabeth geborene Duensing im Familiengrab auf dem Waldfriedhof Gauting

Große Bekanntheit erzielte Paul Hey mit seinen Illustrationen für die Deutschen Märchen als Serie von Zigarettenbildern im Auftrag von Reemtsma. Das Sammelalbum erschien 1939 mit rund 100 gemalten Illustrationen. Es enthielt die abgedruckten Märchen und war mit einem Preis von einer Reichsmark für jedermann erschwinglich. Die Bilder zu den Märchen gab es jeweils beim Kauf einer Schachtel Zigaretten.
1940 erschienen Andersens Märchen im Stuttgarter Thienemanns-Verlag mit vier Farbtafeln und zahlreichen von Paul Hey gezeichneten Illustrationen, die in den 1990ern in neuer Auflage erschienen.
Im Münchener Ackermanns Kunstverlag erschienen mehrere Kalender mit Postkarten von Paul Hey. In Gauting nahe München, wo er ab März 1910 ansässig war, wurde eine Straße und eine Mittelschule nach ihm benannt.